# Кімоно (фільм)
«Кімоно» — кінофільм режисера Гела Гартлі, що вийшов на екрани у 1999 році.

## Зміст
Спекотним літнім днем молоду жінку в шлюбній сукні викидають з машини посеред путівця. Бредучи відчужено крізь поле і темний ліс, вона натикається на покинутий будинок. Втомлена і виснажена, вона лягає там спати, але незабаром гуркіт грому перериває її відпочинок. Дівчина знаходить згорток з кімоно і кухоль гарячого чаю. Стає очевидним, що покинута наречена більш не одна посеред лісу, але хто і навіщо запрошує її одягти японський наряд, їй ще належить з'ясувати.

## Ролі
| Актор        | Роль |
| ------------ | ---- |
| Міхо Нікайдо | -    |
| Валері Селіз | -    |
| Лінг         | -    |
| Шен Юн       | -    |

## Знімальна група
- Режисер — Гел Гартлі
- Сценарист — Гел Гартлі
- Продюсер — Тьєррі Кагьонат, Реґіна ЦІґлер, Таня Медінґ
- Композитор — Гел Гартлі